# Pic de Gamow

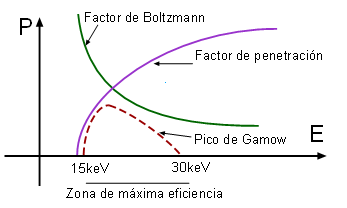
Corba de Gamow representada juntament amb els dos factors que la formen. La major part de les reaccions nuclears es donen a la regió de màxima eficiència (15-30 keV), però, l'energia típica estel·lar és de 1keV.

S'anomena  pic de Gamow  ( Gamow peak  en anglès) al punt òptim d'energia en el qual es donen la majoria de les reaccions nuclears a una estrella. La seva fórmula va ser calculada per George Gamow el 1928. Les reaccions de fusió esdevingudes en els nuclis de les estrelles es donen gràcies a l'efecte túnel, fenomen que permet a les partícules en col·lisió saltar les fortes barreres de potencial que les separen. El  pic  es produeix com a resultat de la combinació de dos factors. D'una banda el  factor mecànic quàntic maxwellià  o  factor de Boltzmann . Aquest ens dona la probabilitat que una partícula que es trobi a una temperatura  T  tingui una energia  E . Lògicament, la probabilitat disminueix com més gran sigui l'energia. Per l'altre costat hi ha el  factor de penetració de la barrera coulombiana .
- Factor de Boltzmann:  {\displaystyle exp\left(-{\frac {E}{kT}}\right)}

On  k  és la constant de Boltzmann,  E  l'energia i  T  la temperatura.
- Factor de penetració:  {\displaystyle exp\left(-{\frac {b}{E^{1/2}}}\right)}

On  b  és un paràmetre que resulta de la interacció entre les dues partícules ( a  i  x ) i depèn de quin tipus de partícules siguin. Es calcula de la següent manera:
On  A  representa el nombre màssic i  Z  el nombre atòmic.
La corba de Gamow representa, doncs, la probabilitat total que dues partícules amb energia  E  i temperatura  T  es fusionin. Aquesta probabilitat lògicament és el resultat del producte de dos factors, i la funció tindrà un màxim que serà l'esmentat bec.
- Corba de Gamow en funció d'E (factor de Gamow):  {\displaystyle exp\left(-{\frac {E}{kT}}-{\frac {b}{E^{1/2}}}\right)}

L'alçada del pic de Gamow és molt sensible a la temperatura. Petits augments d'aquesta provoquen grans augments en la probabilitat de fusió.